# Битва проклятых
«Битва проклятых» (англ. Battle of the Damned) — фильм 2013 года.

## Сюжет
В одной из лабораторий происходит утечка вируса, вызывающего у людей бешенство. Вирус мгновенно распространяется и начинает превращать людей в зомби. Город закрывают на карантин, устанавливают вокруг него блокаду и в ближайшее время собираются его уничтожить. Только вот в городе находится дочь создателя того самого вируса. Поэтому срочно собирают отряд элитных бойцов, который возглавляет Макс Гатлинг, и дают им задания — найти и эвакуировать дочь важной персоны в течение суток.

## В ролях
- Дольф Лундгрен — майор Макс Гатлинг
- Мелани Занетти — Джуд
- Мэтт Доран — Риз
- Дэвид Филд — Дюк
- Джен Санг Отербридж — Элвис